# 查理十世 (法兰西)
查理十世（法语：Charles X；1757年10月9日—1836年11月6日），本名夏尔-菲利普（法语：Charles-Philippe），是波旁复辟时期的第二个法兰西和纳瓦拉国王（1824年9月16日–1830年8月2日在位）。他是路易十五之孙、路易十六及路易十八之弟。其兄路易十八在位十年逝世之后，1824年才以67岁高龄继承王位。由于他对天主教会圣统制、君權神授說的强烈热情和對自由派的厌恶，引起人民的强烈不满，以至1830年引發七月革命，查理十世被迫逊位，流亡英国。

## 早年
1757年10月9日，夏爾－菲利普出生于凡尔赛宫，是王太子路易和玛丽·约瑟芬所生倒数第二个儿子，也是路易十五的孙子。祖父路易十五授予其阿图瓦伯爵的封号，此封号也是夏爾－菲利普大半生最为人用的称呼。因为他唯一的弟弟夭折，夏爾－菲利普便成为家中幼子。
夏爾－菲利普早年便失去双亲，因此他幼年被祖父路易十五教养。祖父死后，他的哥哥路易十六继承王位。

## 青年
1773年11月，15岁的夏爾-菲利普同18岁的薩伏依的瑪麗亞·特蕾莎结婚。尽管夏爾－菲利普的妻子被认为相貌丑陋，但婚后生活很顺利，婚后两年便生下了儿子路易-安托萬。
由于夏爾-菲利普当时两个还在人世的哥哥都没有孩子，而且夏爾－菲利普酷似祖父，使得夏爾－菲利普及其后裔有继承王位的可能，而被时人视为是法国王室的最引人注目的人物。直到路易十六和玛丽·安托瓦内特的长子路易-約瑟夫出生，公众才减弱了对夏爾－菲利普的关注。
夏爾－菲利普是个极端守旧保守主義者，法国大革命期间，夏爾－菲利普被迫逃亡国外。1793年，路易十六和玛丽·安托瓦内特王后被斩首，无冕之王路易十七便成了叔叔普罗旺斯伯爵（即波旁复辟时期的法兰西国王路易十八）和阿图瓦伯爵夏爾－菲利普等保守主義者所擁戴的法國國王。路易十七于1795年遇害，夏爾－菲利普的哥哥普罗旺斯伯爵成为王位继承人。夏爾－菲利普则于1795年至1814年流亡大不列顛王国。

## 成為法國波旁復辟國王
1814年和1815年两度波旁复辟，普罗旺斯伯爵成为法兰西国王路易十八，夏爾－菲利普成为路易十八的主要顾问和出谋划策者，在他周围集中了一批最保守的旧贵族。由于路易十八膝下无子，夏爾－菲利普便成为哥哥的继承人。1824年路易十八逝世，夏爾－菲利普以67岁高龄继承王位，是为查理十世。

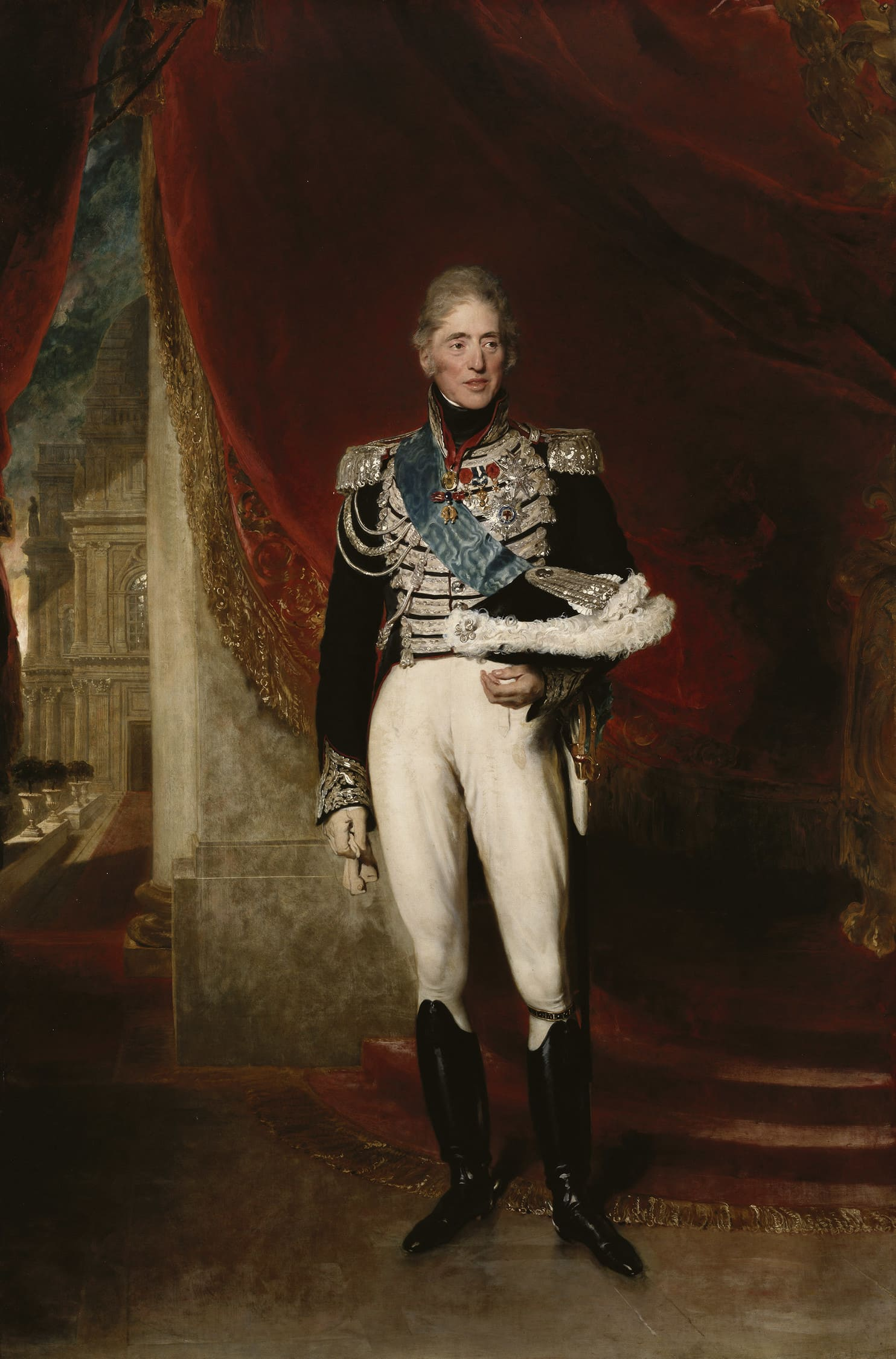
1829年的查理十世

查理十世即位后，对法国大革命和拿破崙戰爭时所受的折磨难以释怀，因而对自由主义极度怨恨，对新秩序加以抗拒。查理十世的次子貝里公爵夏爾-斐迪南被激进份子所杀，使他对自由主义更恨之入骨。查理十世相信君权神授论，认为君主应拥有绝对权力。曾言宁伐木为生，亦不屑成为英式立宪君主。学者认为，固执、傲慢的性格正是其失败之根源。查理十世领导着一个极端保守的、主张恢复革命前阶级特权的政治集团，他的这种倾向在其继承王位后表现得更加明显。他在即位后推行一系列反民主政策，这使他十分不得人心。由于他对天主教会圣统制的强烈热情和贵族政治的厌恶，引起人民强烈不满。
1830年8月2日，随着法國七月革命的胜利，查理十世的统治被推翻，被迫逊位并再度流亡英国。同年8月9日法国王位由他的堂弟奥尔良公爵路易－菲利普三世继承，是为法兰西人之王路易-菲利普一世。

## 逝世
晚年，查理十世由英國返回歐陆，1836年11月6日逝世，享年79歲。
查理十世死后，他的儿子昂古萊姆公爵路易-安托萬和孙子尚博伯爵亨利先后声称自己为法兰西王位的继承人。在亨利死后，没有留下任何后代，宣告着路易十五的男系后人断绝。
| 查理十世 (法兰西) 波旁王朝卡佩王朝的分支出生于：1757年10月9日逝世於：1836年11月6日 | 查理十世 (法兰西) 波旁王朝卡佩王朝的分支出生于：1757年10月9日逝世於：1836年11月6日 | 查理十世 (法兰西) 波旁王朝卡佩王朝的分支出生于：1757年10月9日逝世於：1836年11月6日 |
| 統治者頭銜                                                                         | 統治者頭銜                                                                         | 統治者頭銜                                                                         |
| ---------------------------------------------------------------------------------- | ---------------------------------------------------------------------------------- | ---------------------------------------------------------------------------------- |
| 前任者： 路易十八                                                                  | 法蘭西和納瓦拉國王 1824年9月16日－1830年8月2日                                     | 繼任者： 路易-菲利普一世 為法兰西人之王                                            |
| 王位覬覦者                                                                         |                                                                                    |                                                                                    |
| 前任者： 路易十八                                                                  | 法國正統派王位覬覦者 1830年8月2日－1836年11月6日                                   | 繼任者： 路易十九                                                                  |